# Amarant (keresztnév)
Az Amarant női név az Amaranta rövidülése, jelentése: hervadhatatlan.

## Rokon nevek
Amaranta

## Gyakorisága
Az újszülöttek körében az 1990-es években szórványosan fordult elő. A 2000-es és a 2010-es években sem szerepelt a 100 leggyakrabban adott női név között.
A teljes népességre vonatkozóan az Amarant sem a 2000-es, sem a 2010-es években nem szerepelt a 100 leggyakrabban viselt női név között.

## Névnapok
- november 7.[2]
- december 7.[2]

## Híres Amarantok

### Biológia
- amarantfa, trópusi fa
- amaránt, kultúrnövény-nemzetség
- a Lagonosticta madárnembe tartozó 12 faj neve, például álarcos amarant, sziklaamarant

### Egyéb
- amaranth, adalékanyag, melyet régebben az amaránt növényből állítottak elő